# Hornostajiwka (stacja kolejowa)
Hornostajiwka (ukr. Горностаївка, ros. Горностаевка) – stacja kolejowa w miejscowości Dobrianka, w rejonie czernihowskim, w obwodzie czernihowskim, na Ukrainie. Położona jest na linii Homel - Czernihów. Jest to ostatnia ukraińska stacja kolejowa przed granicą z Białorusią.
Nazwa pochodzi od pobliskiej wsi Hornostajiwki.